# City Museum

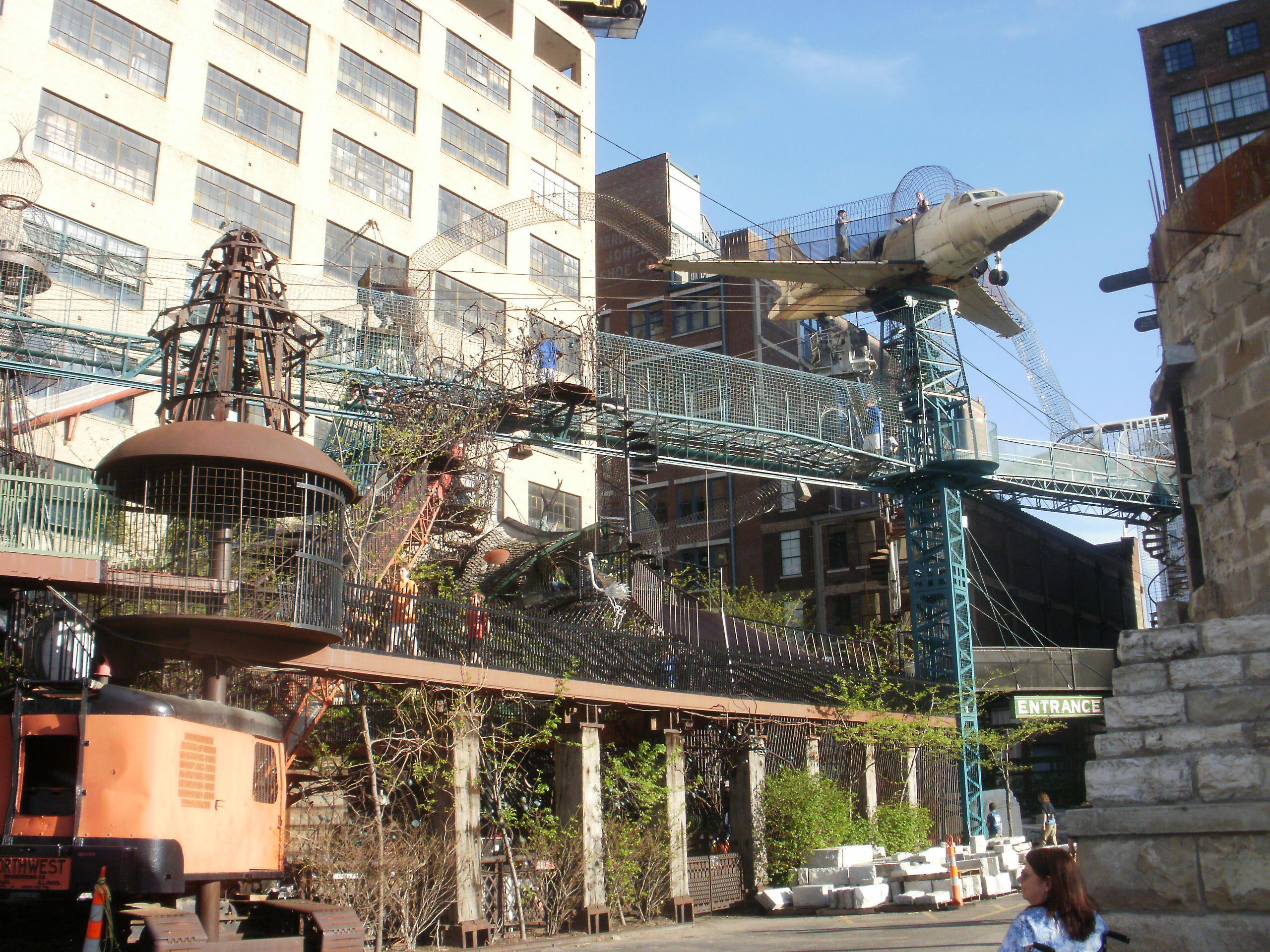
fuselagens do Sabreliner 40

City Museum é um museu localizado na cidade norte americana de St. Louis, no estado do Missouri.
Instalado no edifício de uma antga fábrica da "International Shoe Company", foi inaugurado em 25 de outubro de 1997. Seu fundador, o escultor Bob Cassilly, desejava conservar peças e objetos arquitetônicos e industriais. Sua principal atração esta no telhado, com a exposição de duas fuselagens de aeronaves Sabreliner 40.
Em 2010, com 700 mil visitantes, foi considerado um dos pontos mais visitados da cidade. O Museu da Cidade está aberto todos os dias das 10:00 a.m. às 6:00 p.m. exceto sexta e sábado, das 10:00 a.m. às 10:00 p.m..